# Kenan Kutub-zade
Kenan Kutub-zade (en russe : Кенан Абдуреимович Кутуб-заде), né le 13 août 1906 et mort le 22 février 1981 est un cadreur tatar de Crimée et correspondant de guerre dans l'Armée rouge pendant la Seconde Guerre mondiale . Il est le caméraman principal du film Auschwitz Death Camp et l'un des premiers photojournalistes soviétiques à entrer dans le camp. Son film sur les atrocités de la Shoah est présenté aux procès de Nuremberg. 

## Biographie
Peu de temps après sa naissance à Constantinople, sa famille s'installe à Bakhchisaray. En 1925 il est diplômé du Bakhchisaray Art and Industrial College en tant que technicien d'impression. Il travaille ensuite pour le comité du Komsomol du district de Yalta et, en 1927, devient assistant caméraman au studio de cinéma de Yalta, jusqu'à son transfert dans un studio à Moscou en 1932. En 1938, il devient caméraman pour le studio d'actualités de Moscou et l'année suivante, il est accepté au parti communiste . Après l'invasion allemande de l'Union soviétique, il est déployé sur le front en 1942 en tant que caméraman dans le département politique sur le premier front ukrainien, et filme le combat dans une variété de batailles, y compris Boukrinski, Kiev, Jytomyr-Berdichev, Korsun- Shevchenkovsky, la Pologne et les opérations de Berlin. Lors des combats dans les Carpates, il est blessé au combat mais retourne au front avant de se rétablir. En février 1945, lui et ses collègues, dont Aleksandr Vorontsov, Mikhail Oshurkov et Nikolai Bykov filment la libération du camp d'Auschwitz,,.
Son film sur les atrocités de la Shoah est présenté aux procès de Nuremberg,.
Après la guerre, il continue à filmer dans toute l'Union soviétique. Il vit à Riga puis en Asie centrale avant de s'installer à Rostov, où il forme de nombreux autres caméramans. Son fils Ismet issu de son premier mariage, né en 1933, suit ses traces et est également devenu caméraman, tandis que son deuxième fils Timur devient géologue,,,.